# Alexander-bülbül
Az Alexander-bülbül (Eurillas curvirostris) a madarak osztályának verébalakúak (Passeriformes) rendjébe és a bülbülfélék (Pycnonotidae) tartozó családja tartozó faj.

## Rendszerezése
A fajt John Cassin amerikai ornitológus írta le 1858-ban, az Andropadus nembe Andropadus curvirostris néven. Sorolták a Pycnonotus nembe Pycnonotus curvirostris néven is.

## Alfajai
- Eurillas curvirostris leoninus (Bates, 1930) – Sierra Leonetól és délkelet-Guineától közép-Ghánáig;
- Eurillas curvirostris curvirostris (Cassin, 1859) – középső-Ghánától és a Bioko-szigettől dél-Dél-Szudánig, nyugat-Kenyáig, észak- és északnyugat-Angoláig valamint dél-Kongói Demokratikus Köztársaságig.

## Előfordulása
Afrika középső részén, Angola, Benin, Burundi, Dél-Szudán, Egyenlítői-Guinea, Elefántcsontpart, Gabon, Ghána, Guinea, Kamerun, Kenya, a Kongói Demokratikus Köztársaság, a Kongói Köztársaság, a Közép-afrikai Köztársaság, Libéria, Nigéria, Ruanda, Sierra Leone, Tanzánia, Togo és Uganda területén honos.
Természetes élőhelyei a szubtrópusi vagy trópusi síkvidéki és hegyi esőerdők. Állandó, nem vonuló faj.

## Megjelenése
Testhossza 17 centiméter, testtömege 22–29 gramm.

## Életmódja
Gyümölcsökkel, magvakkal, rovarokkal és csigákkal táplálkozik.

## Természetvédelmi helyzete
Az elterjedési területe rendkívül nagy, egyedszáma pedig stabil. A Természetvédelmi Világszövetség Vörös listáján nem fenyegetett fajként szerepel.